# Villi ja vitun vapaa
Villi ja vitun vapaa è il terzo singolo tratto dal quinto album di studio del rapper finlandese Petri Nygård, pubblicato da Open Records il 29 aprile 2010. Il brano è stato prodotto da MMEN.
Il singolo è stato successivamente remixato da K-System e da Infekto e pubblicati dallo stesso Petri sul suo account di YouTube.

## Video
Il video prevede l'utilizzo di personaggi dei cartoni animati, come Puffetta e Bart Simpson, o anche dei loghi come l'omino delle Pringles, che circondano Petri Nygård, anche lui in formato cartone animato, in atteggiamenti sessualmente espliciti ma censurati. È stata pubblicata anche la versione non censurata.